# Айдахо
А́йдахо (англ. Idaho, МФА: [ˈaɪ̯dəɦoʊ̯]) — штат США на тихоокеанському Північному Заході у групі Гірських штатів. Айдахо межує з шістьма штатами США і канадською провінцією Британська Колумбія на півночі. За даними перепису населення США 2020 року, у штаті проживало 1 900 923 осіб. За чисельністю населення він посідає 39-те місце серед інших штатів. Площа Айдахо становить 216 632 км², що робить його 14-м за величиною штатом США. Найбільше місто штату та його столиця — Бойсе. У ньому розташовані основні урядові установи штату, зокрема легіслатура Айдахо.
Важливими галузями економіки штату є сільське господарство, в значній частині представлене вирощуванням картоплі (через що виник стереотип, що в Айдахо найбільше споживають картоплі фрі у світі, та що там всі повільні, як процес дозрівання картоплі), а також гірничовидобування і науково-технічна царина. У першій половині XIX століття на цій місцевості посилено добувалось хутро. У середині XIX століття в Айдахо були виявлені великі родовища дорогоцінних металів, серед яких золото, що послужило поштовхом до рясного припливу першопоселенців й отримання статусу території. Офіційно статус «Штат» Айдахо став 3 липня 1890 року, 43-м за переліком. Гірничовидобуток у штаті розвинений і досі, не дивлячись на зменшення мас корисних металів. Завдяки великій кількості природних ресурсів прізвисько Айдахо — «штат-самоцвіт» (англ. «Gem state»). Наразі штат є одним з найбільш «республіканських» в країні. Так, губернатором штату з 2019 року є республіканець Бред Літтл, його попередниками були однопартійці Бутч Оттер (2007—2019), Джим Ріш (2006—2007), Дірк Кемпторн (1999—2006) і Філ Батт (1995—1999).

## Топоніміка

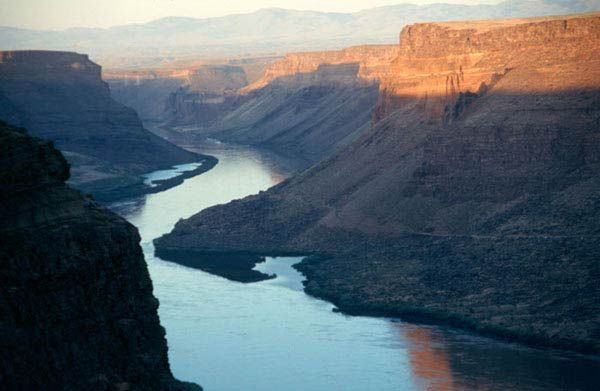
Світанок над Національний заповідник хижих птахів річки Снейк

Серед істориків немає єдиної думки щодо походження назви штату. Згідно з однією версією, 1860 року лобіст від шахтарів Джордж Віллінґ запропонував конгресу надати новій території, що нині є штатом Колорадо, ім'я «Айдахо». За його словами, мовою племені шошонів це слово означало «гірський самоцвіт» (англ. gem of the mountains). Однак у конгресі засумнівалися у доказах Віллінґа щодо походження слова, і новій території було надано ім'я «Колорадо». Показово, що одне з міст Колорадо ще 1859 року отримав назву Айдахо (з 1866 року — Айдахо-Спрінгс). Пізніше Віллінґ нібито зізнався, що це слово є вигадкою.
Згідно з іншою версією, слово «айдахо» (початково англ. ee-dáh-how («і-да́-хоу»)) мовою шошонів означало фразу «сходить Сонце»; слово може також походити з мови племені арапахо. За третьою версією слово «айдахо» («ídaahę́») означає «ворог»; воно використовувалося племенем атапасків для позначення племені команчів.
9 червня 1860 року по річці Колумбія було пущено пароплав, названий «Айдахо» (англ. Idaho(e)). На його честь 1861 року було названо новостворений округ Айдахо. 1863 року від території Вашингтон відокремили нову територію Айдахо, названу на честь округу. І 1890 року території Айдахо надали статус штату.

## Історія
Людина з'явилася у регіоні Айдахо близько 14,500 років тому. Індіанські племена, які переважали у цьому регіоні, включали Нез-Перс (англ. Nez Perce) на півночі та Північних і Західних Шошонів (англ. Shoshone) на півдні.
Першими білими людьми, які увійшли на територію Айдахо, стали члени експедиції Льюїса і Кларка, які пройшли проходом Лемгай 12 серпня 1805 року. У наступні роки землі Айдахо почали активно досліджуватися траперами хутрових компаній. Крім того, територія Айдахо, тоді ще частина Орегонської землі, стала предметом територіальної суперечки між США і Великою Британією. Остаточний договір, який закріплював Орегонську землю за США, був укладений між США і Британією лише 15 червня 1846 року. До того часу хутрові ресурси значною мірою виснажилися. Але в 1850-1860-ті роки на території Айдахо виявилися найбагатші родовища золота, що привело до бурхливого припливу старателів (що своєю чергою зумовило появу першої золотої лихоманки) і підстава для появи перших міст. Як наслідок, значно зросла кількість конфліктів між першопоселенцями та корінним населенням. Одним з найбільших конфліктів стало битва на річці Бер, в ході якого в загальній кількості загинуло кілька сотень людей.
4 березня 1863 року президент Авраам Лінкольн підписав указ про створення інкорпорованої території Айдахо. Незабаром після цього в Айдахо зросло політичне протистояння мормонів і їхніх супротивників. У зв'язку з цим в 1886—1887 роках Айдахо перебував на межі поділу між штатами Вашингтон і Невада. Однак президент Гровер Клівленд цього не допустив. У рамках врегулювання конфлікту в Айдахо був у тому числі заснований перший університет. За час перебування Айдахо в статусі території США його населення збільшилося в кілька разів: з 17 804 осіб в 1870 році до 88 548 у 1890 році. Крім цього, в Айдахо були проведена залізниця, телеграфний та телефонний лінії.
3 липня 1890 Айдахо отримав статус штату, 43-го за рахунком. Перші роки існування молодого штату були затьмарені численними страйками шахтарів. Губернатору Стюненбергу навіть довелося одного разу звертатися до федеральної влади за введенням військ в Айдахо. Пізніше губернатор був убитий бомбою у дворі власного будинку. Наприкінці XIX століття — початку XX століття штат проводив прогресивну політику. Так, в 1896 і 1916 роках, ще до прийняття на федеральному рівні, в Айдахо були введені виборчі права для жінок і сухий закон відповідно. Сільськогосподарський сектор економіки штату серйозно постраждав під час Великої депресії 1929 року. «Новий курс Рузвельта» отримав у штаті стриману підтримку. Губернатор Чарльз Росс, відповідальний за його просування, був радше прихильником аграризму, ніж політики просування курсу.
Під час Другої світової війни в штаті було відкрито два табори для інтернованих громадян японського походження. Перший табір був розташований за 50 кілометрів від міста Куско і діяв із середини 1943 до середини 1945 року. У ньому містилося до 265 громадян японського походження з більш ніж 20 штатів, а також з Мексики, Панами та Перу. Інший табір, що існує до сьогодні є історичною пам'яткою Мінідока, був розташований в пустельній місцевості в окрузі Джером. Він діяв з серпня 1942 по жовтень 1945 року. Максимальна чисельність населення табору становила 9397 осіб.
З середини XX століття представниками влади в Айдахо стають переважно республіканці.
Наразі гірничий видобуток і сільське господарство, в значній частині представлене вирощуванням картоплі, продовжують залишатися важливими галузями економіки Айдахо.

## Фізико-географічні особливості

### Географія і геологія

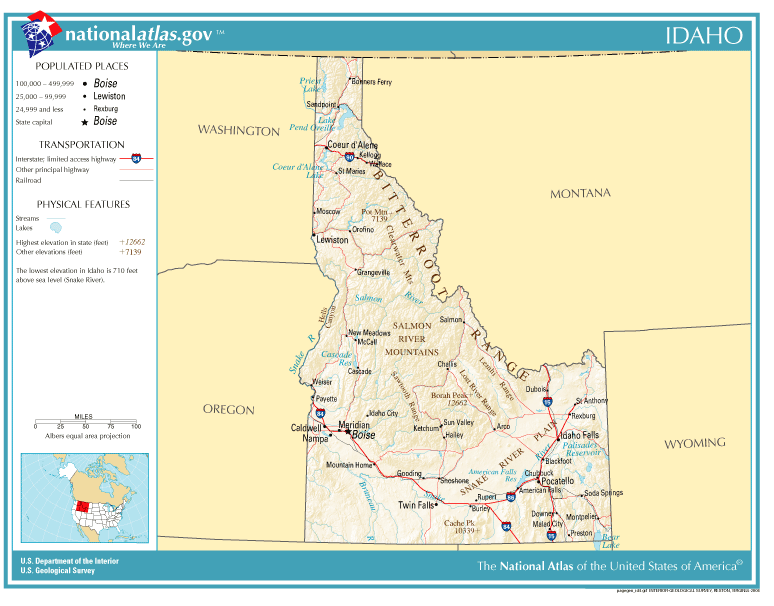
Мапа Айдахо

Площа штату становить 216 632 км². За цим показником Айдахо посідає 14-те місце серед інших штатів. Сукупна площа водної поверхні становить 2131 км², що у відносному вираженні становить 0,98 % від площі Айдахо. Протяжність штату з півдня на північ становить 264 і 771 км у найкоротшій і найдовшій частинах відповідно. Протяжність штату зі сходу на захід становить від 72 до 491 км у найвужчій і широкій частинах відповідно. На півдні Айдахо межує зі штатами Юта і Невада, на півночі — з канадською провінцією Британська Колумбія, на сході — зі штатом Вайомінґ і на захід, уздовж хребта Біттеррут, — зі штатом Монтана. На заході штат межує зі штатами Орегон та Вашингтон. Таким чином, Айдахо межує з шістьма штатами й однією канадською провінцією.
Айдахо знаходиться на заході від континентального вододілу. Штат налічує 8 великих геологічних провінцій. Вік наймолодших становить 16–17 млн років, найстаріших — понад 1400 млн років. Місцевість штату переважно гориста. На півдні, огинаючи центральну частину, із заходу на схід простягається долина річки Снейк, яка займає близько чверті площі штату. У долині розташовуються найбільші міста штату: Нампа, Колдвелл, Айдахо-Фоллс, Покателло тощо, зокрема столиця штату Бойсе.
Скелясті гори відомі покритими снігом гірськими масивами, річковими порогами, спокійними озерами та каньйонами з крутими схилами. Річка Снейк тече каньйоном Хеллз (2330 м), найглибшому в Північній Америці. Головні річки в Айдахо — Снейк, Клірвотер і Семон, а також значними є Бойсі і Паєтт. Кілька річок є судноплавними. Айдахо немає прямого сполучення з Тихим океаном. У штаті налічується понад 2000 озер. Найбільшим озером є Панд-Орей, площею 466 км².
Вищою точкою Айдахо є гора Бора-Пік (3859 м), що у хребті Втраченої Річки (або Лост-Ривер (англ. Lost River)). Найнижча точка (216 м) знаходиться в Льюїстоні в місці злиття річок Клірвотер і Снейк.
Айдахо займає східний кінець Колумбійського плато, західні схили Скелястих гір, північні відроги плоскогір'я Великого Басейну і рівнину річки Снейк. На рівнині є степи та напівпустелі, на схилах гір — ліси.
| Суміжні адміністративні одиниці | Суміжні адміністративні одиниці      | Суміжні адміністративні одиниці |
| ------------------------------- | ------------------------------------ | ------------------------------- |
| Північний захід: Вашинґтон      | Північ: Британська Колумбія (Канада) | Північний схід: Монтана         |
| Захід: Ореґон                   |                                      | Схід: Вайомінґ                  |
| Південний захід Невада          | Південь: Юта                         | Південний схід: Юта • Вайомінґ  |

### Клімат

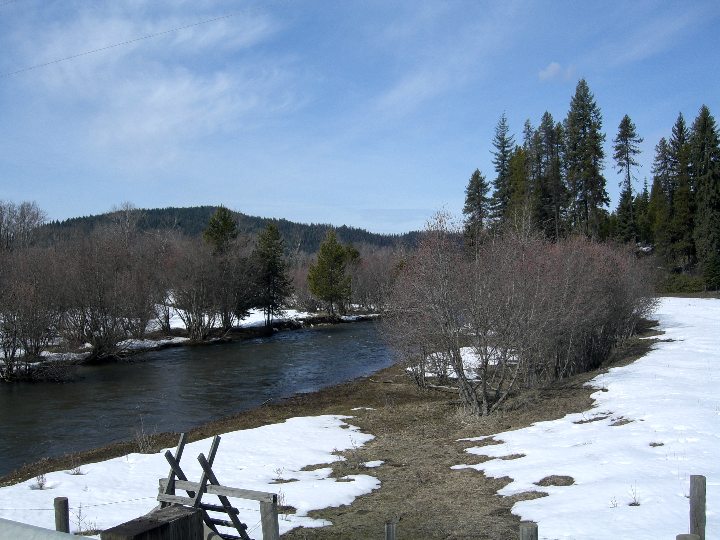
Річка Сент-Меріс у квітні

Топографічні особливості штату відбиваються в неоднорідності його клімату. Попри відстань майже за 500 км від Тихого океану, на клімат Айдахо значний вплив роблять західні морські повітряні потоки, які є основним джерелом атмосферної вологи. У літні періоди повітряні маси також приносять вологу з Мексиканської затоки та Карибського моря. У зимові періоди середні значення показників хмарності, опадів і температури вище, ніж на тих же широтах в континентальній частині США. Через те, що північна частина штату більш схильна до впливу морських вітрів, ніж оточена гірськими хребтами південна частина, кліматичні умови в цих регіонах відрізняються. У цілому клімат Айдахо є помірним, на півдні штату переважає арідний клімат.
У північній частині штату річна норма опадів вища, ніж у південній: 76 і 33 см відповідно. У зимову пору на півночі штату спостерігаються вищі значення температури і вологості, ніж на півдні. Різниця у значеннях вологості для північного і південного регіонів може сягати чотириразової. Для південно-східного регіону Айдахо середні значення температури і вологості нижчі, ніж для західного і північного регіонів відповідно.
Найхолоднішим місяцем є січень: середня температура лежить нижче за нуль, від −2 до −7 °C. Взимку в гірських районах на півночі і сході штату температура найчастіше падає нижче −30 °C. У горах випадають сильні опади: у середньому 51 см дощів та 89 см снігу. Найспекотнішим місяцем є липень, від +20 до +25 °C. Найвищі температури зазначалися в рівнинних областях штату: у долині річки Снейк і пониззі річки Клірвотер. На південному заході штату в липні температура може досягати 37 °C і вище. Найнижчу температуру в Айдахо було зазначено 18 січня 1943 року на греблі міста Айленд-Парк, яка дорівнювала −51 °C. Найвищу — 28 липня 1934 року при 48 °C.
Урагани і смерчі трапляються вкрай рідко. Вегетаційний період різниться: близько 200 днів на північному заході штату, від 150 днів у басейнах річок Снейк, Бойсі і Пеєтт, близько 125 днів у районі міст Покателло й Айдахо-Фоллс, аж до найменшого у високогірних місцевостях, де землі використовуються переважно під пасовища.
| Кліматограма Льюїстона                                                                                       | Кліматограма Льюїстона | Кліматограма Льюїстона | Кліматограма Льюїстона | Кліматограма Льюїстона | Кліматограма Льюїстона | Кліматограма Льюїстона | Кліматограма Льюїстона | Кліматограма Льюїстона | Кліматограма Льюїстона | Кліматограма Льюїстона | Кліматограма Льюїстона |
| --- | ---------------------- | ---------------------- | ---------------------- | ---------------------- | ---------------------- | ---------------------- | ---------------------- | ---------------------- | ---------------------- | ---------------------- | ---------------------- |
| С | Л                      | Б                      | К                      | Т                      | Ч                      | Л                      | С                      | В                      | Ж                      | Л                      | Г                      |
| 27 6 −1 | 21 8 −1                | 29 13 2                | 34 17 4                | 41 22 8                | 32 26 12               | 17 32 16               | 18 32 15               | 17 26 11               | 24 17 5                | 30 9 1                 | 25 4 −2                |
| Середня макс. і мін. температури повітря (°C) Атмосферні опади (мм), за рік : 313,4 мм. Джерело: weather.com |                        |                        |                        |                        |                        |                        |                        |                        |                        |                        |                        |

| Кліматограма Бойсі                                                                                           | Кліматограма Бойсі | Кліматограма Бойсі | Кліматограма Бойсі | Кліматограма Бойсі | Кліматограма Бойсі | Кліматограма Бойсі | Кліматограма Бойсі | Кліматограма Бойсі | Кліматограма Бойсі | Кліматограма Бойсі | Кліматограма Бойсі |
| --- | ------------------ | ------------------ | ------------------ | ------------------ | ------------------ | ------------------ | ------------------ | ------------------ | ------------------ | ------------------ | ------------------ |
| С | Л                  | Б                  | К                  | Т                  | Ч                  | Л                  | С                  | В                  | Ж                  | Л                  | Г                  |
| 32 3 −4 | 26 7 −2            | 35 13 1            | 31 17 4            | 35 22 8            | 18 27 12           | 8.4 33 16          | 6.1 32 16          | 15 26 11           | 19 18 5            | 34 9 0             | 39 3 −4            |
| Середня макс. і мін. температури повітря (°C) Атмосферні опади (мм), за рік : 298,9 мм. Джерело: weather.com |                    |                    |                    |                    |                    |                    |                    |                    |                    |                    |                    |

| Кліматограма Покателло                                                                                       | Кліматограма Покателло | Кліматограма Покателло | Кліматограма Покателло | Кліматограма Покателло | Кліматограма Покателло | Кліматограма Покателло | Кліматограма Покателло | Кліматограма Покателло | Кліматограма Покателло | Кліматограма Покателло | Кліматограма Покателло |
| --- | ---------------------- | ---------------------- | ---------------------- | ---------------------- | ---------------------- | ---------------------- | ---------------------- | ---------------------- | ---------------------- | ---------------------- | ---------------------- |
| С | Л                      | Б                      | К                      | Т                      | Ч                      | Л                      | С                      | В                      | Ж                      | Л                      | Г                      |
| 25 1 −9 | 26 3 −7                | 32 9 −3                | 29 14 1                | 37 20 4                | 25 26 8                | 16 31 11               | 16 31 11               | 21 24 6                | 22 16 1                | 28 7 −4                | 32 1 −9                |
| Середня макс. і мін. температури повітря (°C) Атмосферні опади (мм), за рік : 309,1 мм. Джерело: weather.com |                        |                        |                        |                        |                        |                        |                        |                        |                        |                        |                        |

### Ґрунти

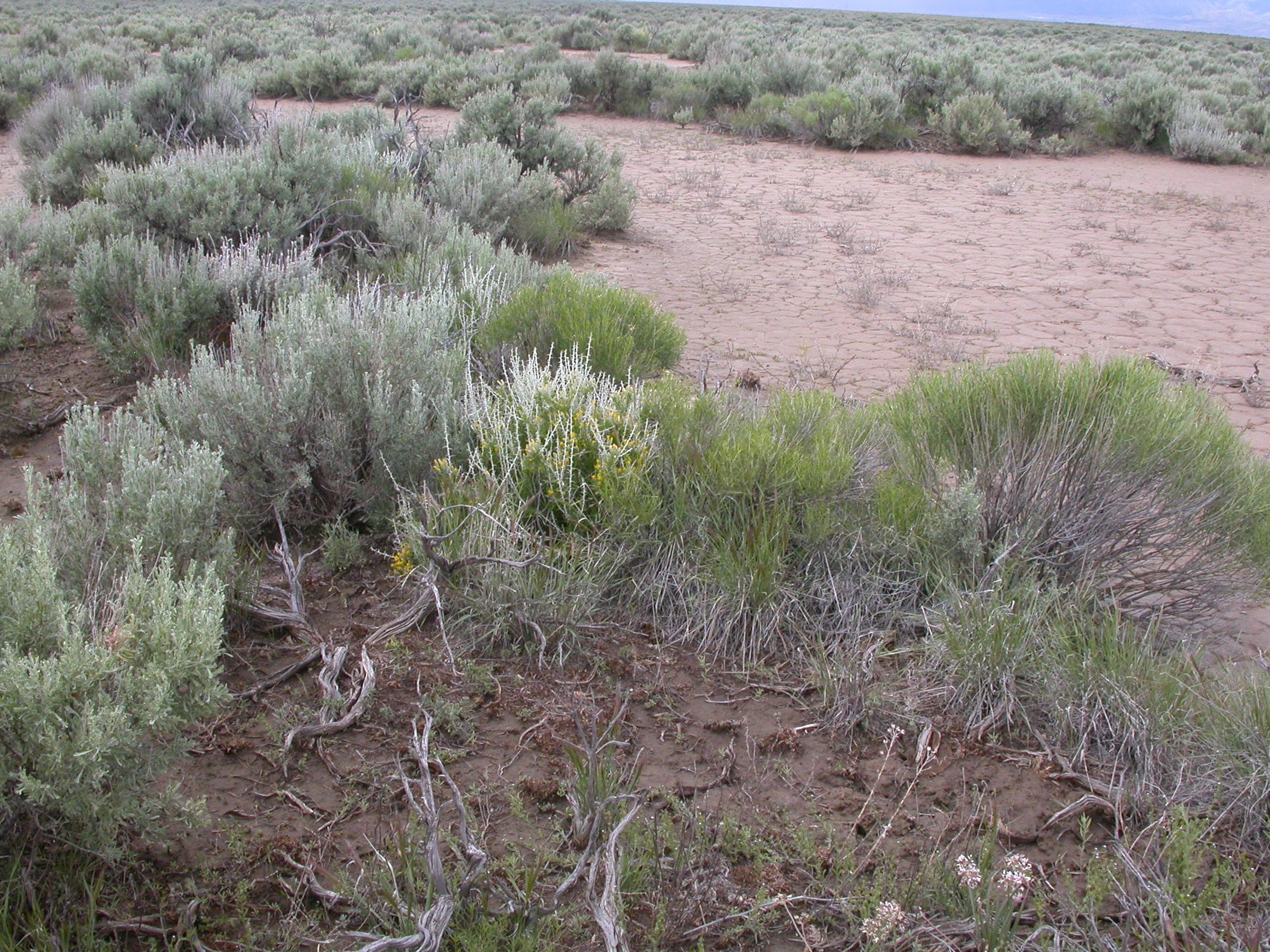
Глинистий ґрунт Айдахо

Айдахо налічує кілька видів ґрунтів. Їх можна поділити на сім типів. Більшість плато Снейк-Рівер покрита сухим вапняним ґрунтом. Товщина його шару відносно невелика — до 15 см. Материнською породою є лес і вулканічний попіл. Області з цим ґрунтом оточені районами зі схожим за складом, але темнішим і з більшою кількістю мінеральних елементів ґрунтом. У районах плато з підвищеною нормою опадів ґрунт більш глинистий. На ній практикується вирощування кукурудзи без зрошення. Ґрунти на півдні штату відчувають деяку нестачу сірки, заліза, марганцю та цинку. Ґрунтовий покрив деяких гірських долин — темний, натурально зволожений. Він утворився внаслідок перемелювання льодовиком гірських порід і з донних відкладень. Райони з товстим шаром цього ґрунту використовуються під вирощування зернових культур, а з тоншим шаром — під пасовища. Ще одним питомим видом ґрунту Айдахо є темний вологий ґрунт у річкових басейнах. Осушені райони з цим ґрунтом є дуже родючими, неосушені використовуються під пасовища або заказники водоплавних птахів. «Головним» ґрунтом штату є ґрунт породи трібер. Його джерелом служать наносні осадження разом із товстим шаром вулканічного попелу. Найчастіше ґрунт цього типу зустрічається на пагорбах з похилістю від 5 до 35 %.

### Флора і фауна
В Айдахо представлено десять біомів. На території штату зростає близько 3000 аборигенних рослин, серед котрих понад 20 видів дерев. Ареали різних видів дерев обумовлені відмінностями у кліматичних і географічних умовах штату. В областях, багатих на вологу, таких як береги річок, виростають тсуґа західна, туя складчаста і тополя волосистоплода; в посушливих областях виростають переважно сосна жовта і псевдотсуга Мензіса.

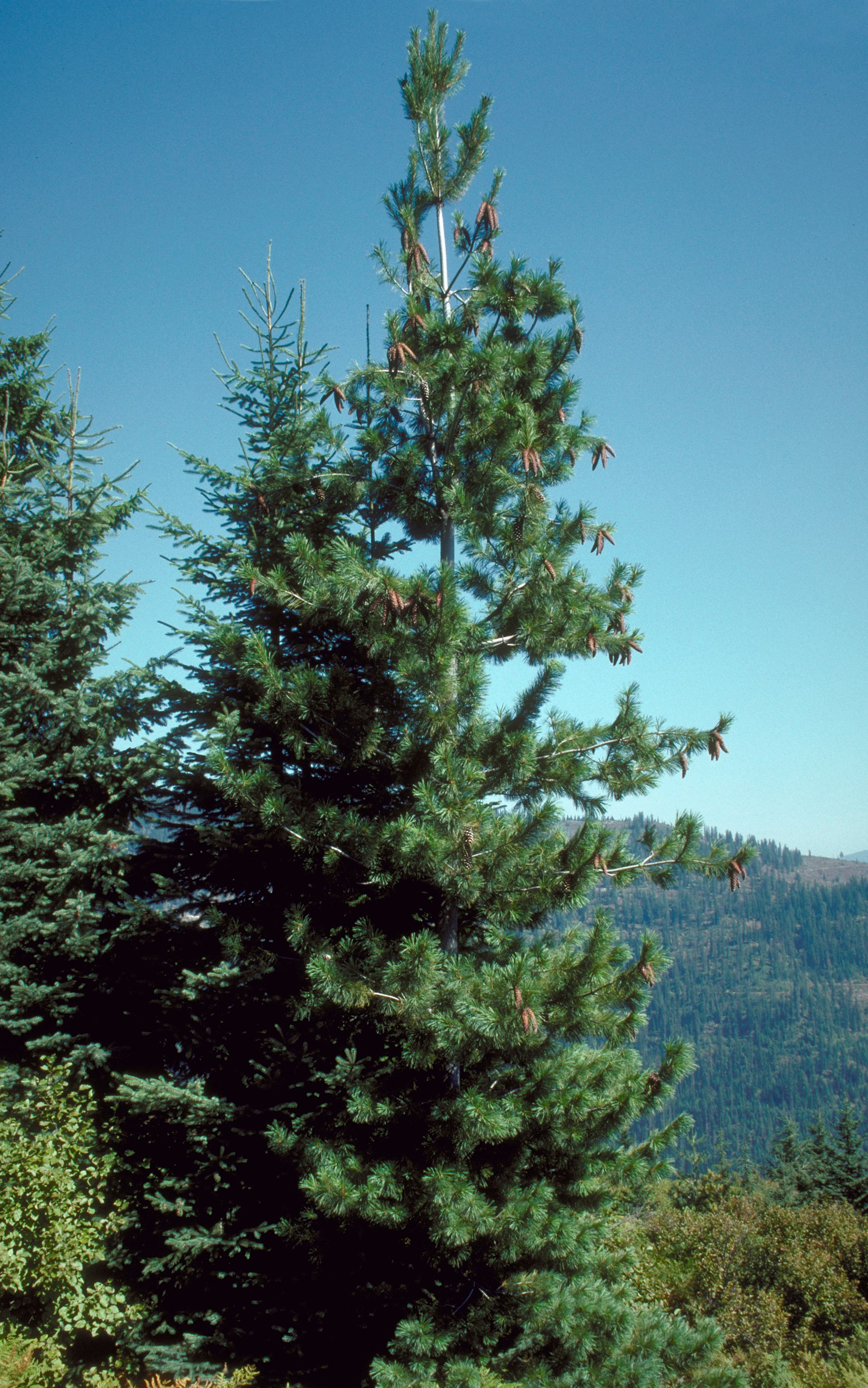
Сосна гірська веймутова (Pinus monticola), один із символів Айдахо

Високогірні області штату є ареалом сосни білокорої і тсуґи гірської. Ялиця пухнастонасінна і ялина Енгельмана ростають або на високогір'ях, або в областях із холодним мікрокліматом.
Деякі види, як, наприклад, модрина західна і сосна скручена, не вибагливі до зовнішніх умов. Однак є і види, які поширені тільки в областях з проміжними значеннями вологості і висоти, до них належить ялиця велика. Сукупно ліси займають 41 % площі штату. На 2007 рік 38 % площі штату управлялися службою охорони лісів. За цим показником Айдахо посідає першу позицію щодо інших штатів. У штаті налічується 11 флористичних регіонів, своєю чергою, штат входить до голарктичної області.
Типовими представниками ссавців Айдахо є вапіті, лось, білохвостий олень, чорнохвостий олень, вилоріг, товсторіг, снігова коза, барибал і пума. З менших ссавців можна назвати такі види, як канадський бобер, койот, руда лисиця, ондатра, довгохвоста мустела, айдахський кролик, північноамериканська видра (Lutra canadensis), американський борсук, північний мішчастий пацюк (Thomomys talpoides), американська норка, єнот-полоскун, американська куниця й айдахський суслик (Urocitellus brunneus).

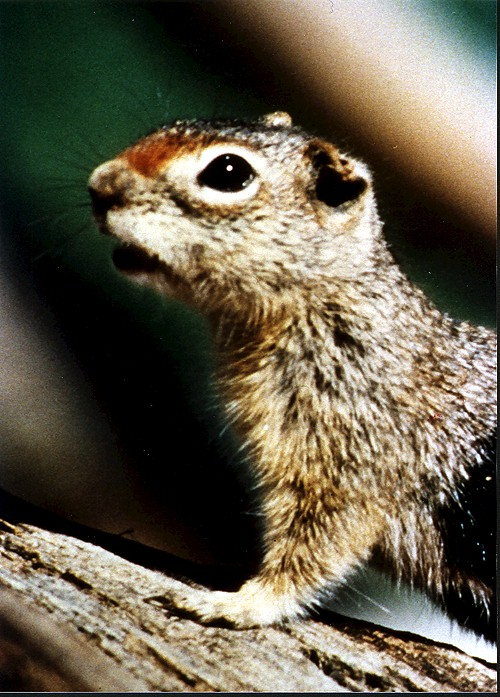
Айдахський ховрах

Територія штату є частиною тихоокеанського міграційного маршруту. Під час сезонної міграції на південь через Айдахо прямують представники таких видів перелітних птахів, як крижень, канадська казарка і лебідь-трубач. Іншими перелітними птахами, що пролітають через Айдахо, є північна чапля, рогодзьобий пелікан, американська лиска, американський кульон (Numenius americanus) тощо. В Айдахо постійно гніздяться деякі види із родин фазанових, яструбиних, соколиних, совиних тощо.
У водоймах Айдахо водяться представники сімейств лососьових, у тому числі пструг та сиг, окуневі та інші.
Серед плазунів і земноводних] зустрічаються як широко поширені види, наприклад, західноамериканська жаба (Bufo boreas), так і виняткові, наприклад, велетенська амбістома айдахська (Dicamptodon aterrimus) або чорнонога саламандра (Plethodon idahoensis).
В Айдахо водяться понад 40 видів мурах, у тому числі мураха-рабовласник Polyergus breviceps, внесений до «Червоний список загрозливих видів» міжнародної Червоної книги Світового союзу охорони природи у статусі Vulnerable species (уразливі види). Серед інших мурах: Liometopum luctuosum, Formicoxenus hirticornis, Formicoxenus diversipilosus, Myrmica sp., Formica gynocrates, Formica spatulata, Formica planipilis, Formica subnitens, Formica ciliata, Formica laeviceps.
У штаті з 1982 року працює Управління з нагляду за видами, що перебувають під загрозою зникнення.

#### Загрожені види
Нижче наведено види, що знаходяться в Айдахо під загрозою зникнення.
| Хребетні Ссавці Вовк (на північ від шосе I-90 ) Ґрізлі Лісовий карибу ( Rangifer tarandus caribou ) Канадська рись Айдахський ховрах ( Urocitellus brunneus brunneus ) Риби Нерка (річка Снейк) Білий осетер (річка Кутеней) Великоголова палія ( Salvelinus confluentus ) Чавича (річка Снейк) Райдужний пструг (річка Снейк) | - Lanx sp. - Pyrgulopsis bruneauensis - Valvata utahensis - Pyrgulopsis idahoensis - Physa natricina - Taylorconcha serpenticola - Mirabilis macfarlanei - Смолянка Сполдінґа (Silene spaldingii) - Spiranthes diluvialis - Howellia aquatilis |

### Визначні пам'ятки
В Айдахо знаходиться 30 парків штату, кілька лісових заповідників, 1 заказник, 3 риборозплідника, 2 національних історичних пам'яток та 7 національних заповідників. Крім того, в штаті частково розташований Єллоустоунський національний парк, що є об'єктом світової спадщини ЮНЕСКО.

#### Національні парки, заповідники, пам'ятники та історичні пам'ятки

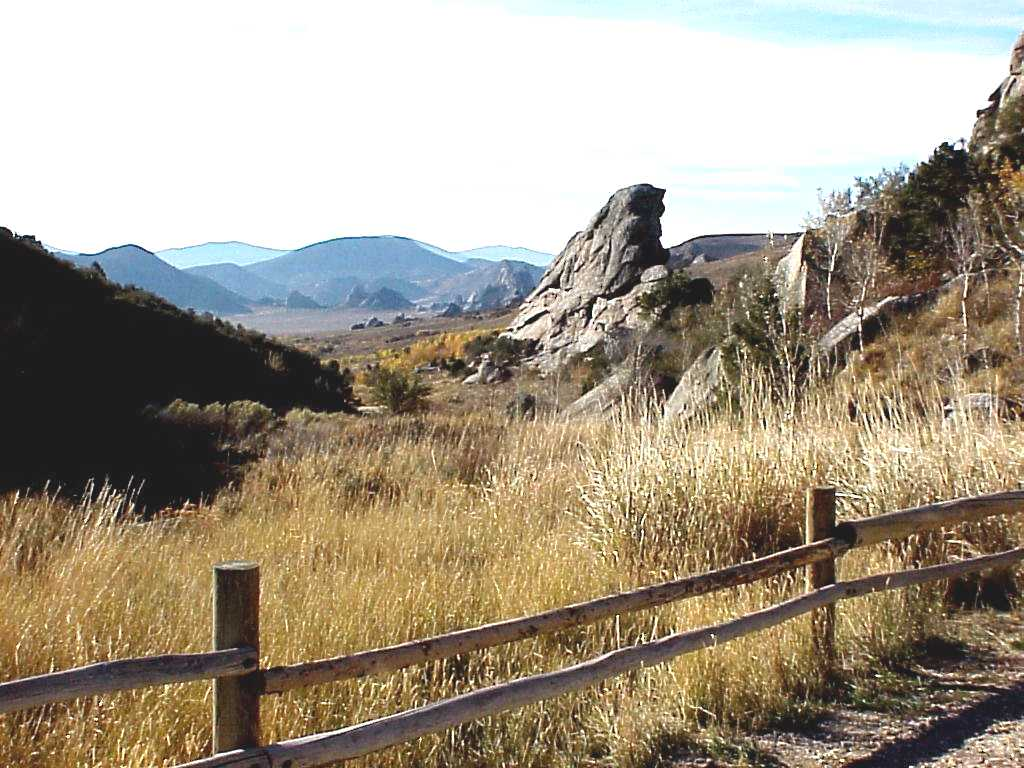
Парк Сіті-оф-Рокс

| - Єллоустоун (1 % площі) - Каліфорнійська стежка (частково) - Національний заповідник Сіті-оф-Рокс - Національний парк «Місячні кратери» - Національний пам'ятник Хейґермен-Фоссіл-Бедс | - Національна історична стежка Льюїса і Кларка (частково) - Національна історична пам'ятка Мінідоку - Національний історичний парк Не-Персе - Орегонський шлях (частково) |

#### Національні зони відпочинку
- Хелс-Каньйон
- Сотут

#### Національні заповідники
- Бер-Лейк
- Ґрейс-Лейк
- Дір-Флет
- Камас
- Кутеней
- Мінідока

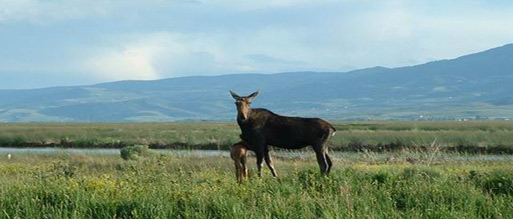
Лосиха з дитинчатою в заповіднику Бер-Лейк

- Національний заповідник хижих птахів річки Снейк

#### Парки штату
В Айдахо налічується 30 парків штату. До них входять керований владою штату національний заповідник Сіті-оф-Рокс і 4 спільно керовані парки. Найстарішим парком штату є Хейберн. Його заснували 1908 року як перший парк не тільки в Айдахо, але на всьому тихоокеанському Північному Заході.

## Екологія
Основними екорегіонами Айдахо є напівпосушливі чагарникові і трав'янисті поля, зрошувані сільгоспугіддя, вулканічні плоскогір'я і лавові долини, лісисті гори та пагорби, болота. Загалом у штаті налічується 10 великих екорегіонів, які, своєю чергою, поділяються на 71 локальний екорегіон. Географія екосистем корелює з геологічними особливостями території штату. Так, у районі геологічної провінції айдахський батоліт розташований відповідний відносно замкнутий екорегіон, представлений гористою місцевістю з лісами з ялиці велетенської, псевдотсуґи тисолистої, модрини західної, ялини Енґельмана и ялиці пухнастонасінної. Плато Снейк-Рівер також представлено окремим екорегіоном, в ньому розташована значна частка сільгоспугідь штату і вирощуються такі культури, як цукровий буряк, картопля, злакові тощо; у регіоні знаходяться пасовища. Південний захід і південний схід штату представлені посушливими степами. На півночі штату здебільшого розташований екорегіон, схожий за рисами з айдахським батолітом. Однак у ньому представлено більше видів, поширених аж до тихоокеанського узбережжя і тим самим залежних від вологи, що дметься з океану. Серед представників екорегіону на сході штату значно менше таких видів, оскільки ця місцевість отримує значно менше вологи.

### Пожежі

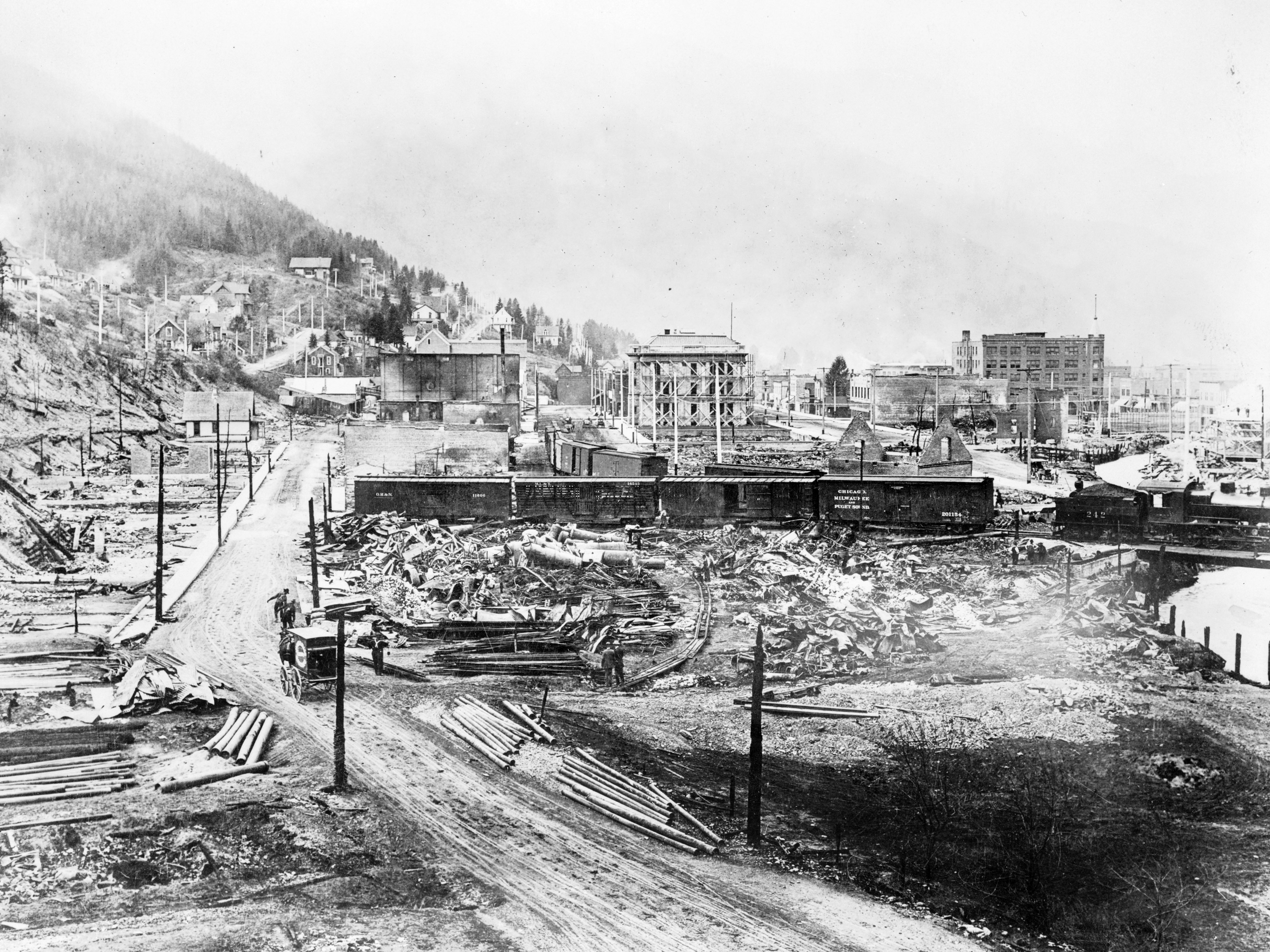
Місто Воллес після пожежі 1910 року

У штаті стало виникають сильні лісові пожежі. У відрізку з 2003 по 2008 рік відбувалося в середньому 1450 пожеж на рік, внаслідок яких вигоряло в середньому по 840 000 акрів (приблизно 3360 км²). Причиною близько 50 % пожеж у відрізку з 1999 по 2008 рік ставали блискавки. Однією з найсерйозніших за наслідками була пожежа 1910 року в північному Айдахо, коли вигоріло 3 000 000 акрів лісу (приблизно 12 000 км²) і загинуло 85 людей. Після нього влада США вирішила створити загальнонаціональну протипожежну службу. У 1966 і 1967 роках по Айдахо знову прокотилася хвиля великих пожеж, після чого фінансування протипожежних служб штату було значно збільшено. Фінансування протипожежних служб має дві мети: запобігання пожежам (на ці цілі в реченці з 1999 по 2008 рік було витрачено $66,5 млрд) і боротьбу з ними. Показник успішної боротьби з пожежами з 1983 по 2008 рік склав 94 %, проте з 1980 року неухильно зростає і сукупна площа пожеж.

### Відходи
1993 року було прийнято постанову, згідно з якою штат отримав право на самостійне управління міськими звалищами побутових відходів. На території Айдахо діє 37 міських звалищ побутових відходів у 26 округах. У штаті діє жорстка система покарань за викид сміття у недозволеному місці. За засмічення приватної чи громадської території може бути накладено адміністративний арешт строком до півроку та/або штраф до $1000 разом з примусовими виправними роботами строком не менше восьми та не більше сорока годин. За викид сміття на автомагістралях може бути накладено штраф у розмірі $300 або арешт строком до десяти днів.

### Водяні ресурси

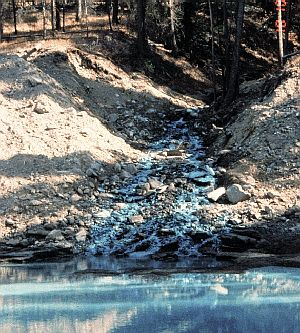
Стік із закинутої мідної шахти в річку Бактейл, округ Лемхай

Цілковита більшість джерел питної води належить до ґрунтових вод. Основними джерелами забруднення ґрунтових вод є сільгоспугіддя, на яких активно застосовують нітрати і пестициди. Крім того, в ґрунтові води потрапляють миш'як, продукти нафтопереробки та біогенні забруднювачі. Концентрація нітратів у 25 % джерел ґрунтових вод і в 16 % свердловин перевищує 5 мг/л (половина від максимально допустимої концентрації), у 6 % свердловин — понад 10 мг/л. Основні джерела нітратів та миш'яку розташовуються на плато Снейк-Рівер, підвищена концентрація нітратів спостерігається також в агломерації міста Льюїстон. У районах із підвищеною насиченістю нітратів у воді проживає понад 300 000 осіб. Моніторинґ забрудненості ґрунтових вод проводиться на рівні штату з частотою від 20 років, на окружному рівні з частотою 2–10 років і ситуаційно на локальному рівні. У штаті іноді відбуваються повені та зсуви ґрунту, особливо після сильних ураганів, що трапляються влітку чи восени, або після тривалих зимових дощів.

### Повітря
Основними джерелами забруднення повітря у штаті є електростанції, нафтоперегінні і хімічні заводи, а також — меншою мірою — урбанізовані області на плато Снейк-Рівер та на півночі штату. В цілому ж рівень забрудненості повітря знаходиться на задовільному рівні. ГДК зважених частинок перевищується лише у чотирьох місцях, монооксиду вуглецю — в одному місці.
В Айдахо діє закон про чисте повітря. 2011 року було запропоновано запровадити нормативи щодо вмісту в повітрі ртути і кислих газів. Очікується, що ухвалення цих нормативів дозволить до 2016 року заощадити на охороні здоров'я від $18 до $45 млн.

### Радіоактивні опади

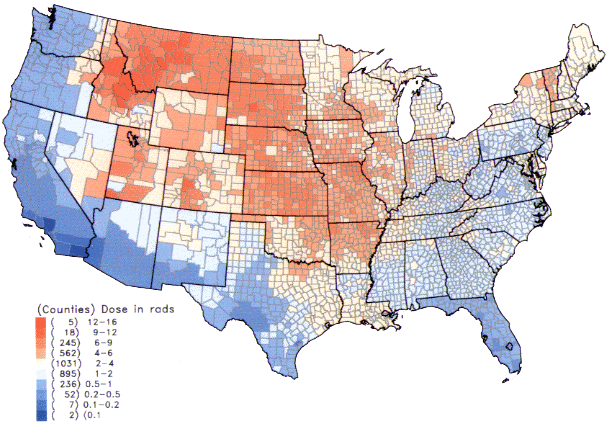
Карта випадінь радіоактивних опадів на території США за округами внаслідок ядерних випробувань в Неваді

У 1950-х і на початку 1960-х років на південному заході штату випадала значна кількість радіоактивних опадів. Вони були викликані випробуваннями більше 90 ядерних бомб на полігоні Невади. Згідно з дослідженням, проведеним Національним інститутом злоякісних новоутворень, з п'яти округів США, в котрих спостерігалася найбільша концентрація радіойоду, чотири знаходяться в Айдахо: Джем, Лемхай, Блейн і Кастер. Так, середня величина поглиненої дози на жителя округу Кастер склала 0,157 грей. Проте, згідно з дослідженням, проведеним Національним інститутом злоякісних новоутворень 1999 року, зростання кількості випадків захворювання на рак щитоподібної залози у зазначених округах у найсхильнішої до цього ризику популяції 1948—1958 років народження помічено не було.

### Екологія ґрунтів
Стан ґрунтів має велике значення для сільськогосподарської складової економіки штату. Основною загрозою для ґрунтів є природна і техногенна ерозія. До причин останньої належить відкрита технологія фосфатних родовищ і вирубування лісових масивів. Як заходи протидії ерозії компанії, які займаються видобутком фосфатів, повертають зритий шар ґрунту на місце після закінчення розробки родовищ, а лісозаготівельні компанії висаджують нові дерева замість спиляних. Всього в Айдахо налічується 51 район з ґрунтовими.

## Населення

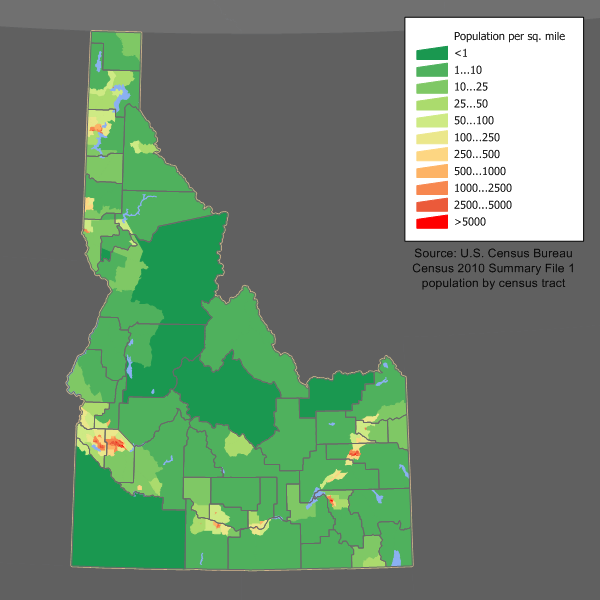
Щільність населення Айдахо

За оцінками Бюро перепису населення США, на 2017 рік чисельність населення Айдахо становила 1 716 943 осіб. Середня щільність населення в штаті становить 7,3 чол./км², більш ніж в 4 рази менше середнього показника по країні. За цим показником штат знаходиться на 44 місці. За кількістю жителів Айдахо займає 39-е місце серед інших штатів.
2010 року в штаті було зареєстровано 23 202 народжених дітей і 11 411 смертей. Коефіцієнт фертильності на цей рік становив 75,7. Частка жінок була менше частки чоловіків: 49,9 % і 50,1 % відповідно. 2010 року було укладено 13 757 одружень та скоєно 8 136 розлучень.
Того ж року Айдахо посів четверте місце по країні за рівнем приросту населення з 2000 року. Вищі показники показали лише штати Невада (35,1 %), Техас (21,7 %) і Каліфорнія (10 %). У 2004—2005 роках Айдахо знаходився на 3-му місці, поступаючись лише Неваді й Аризоні. За даними на 2000 року, 18,8 % жителів Айдахо мали німецьке коріння, 18,1 % — англійське, 10 % — ірландське, 8,1 % — індіанське, 5,5 % — мексиканське. За даними на 2010 рік, расовий склад населення Айдахо розподілявся таким чином:
- білі — 89,1 %;
- афроамериканці — 0,6 %;
- індіанці — 1,4 %;
- азійці — 1,2 %;
- океанійці — 0,1 %;
- дві та більше раси — 2,5 %.

Близько половини населення живе у містах. Найбільшою агломерацією штату є агломерація Бойсі. Вона займає округи Ейда, Бойсі, Каньйон, Джем й Овайхі. Площа агломерації становить приблизно 30 401 км² або 14,2 % площі штату. В агломерації станом на 2010 рік проживала 616 561 особа. Окрім агломерації Бойсі, в Айдахо також є агломерації міст Кор-д'Алейн, Айдахо-Фоллс, Покателло і Льюїстон. Станом на 2006 рік в Айдахо налічувалося 6 мікрополій. Згідно з переписом 2000 року, центр населеності штату розташований в окрузі Кастер, на озері Стенлі.
2010 року середньорічний дохід на душу населення становив $22 518. При цьому за межею бідності перебувало 13,6 % жителів. У штаті налічувалося 570 283 домогосподарства.
Мовний склад населення (2010)  [Архівовано 1 грудня 2007 у Wayback Machine.]
| Мова                | Частка людей старше 5 років, % |
| ------------------- | ------------------------------ |
| Англійська          | 89,71                          |
| Іспанська           | 7,65                           |
| Німецька            | 0,37                           |
| Французька          | 0,24                           |
| Індіанські мови     | 0,16                           |
| Японська            | 0,16                           |
| Сербсько-хорватська | 0,14                           |
| Російська           | 0,14                           |
| Португальська       | 0,11                           |
| Корейська           | 0,10                           |
| інші                | 1,22                           |

Нижче наведено динаміку чисельності населення штату:

### Корінне населення

Індіанці у резервації Форт-Холл (резервація), близько 1921 року

В Айдахо проживають представники племен ктунаха, кор-д'алейн, не-персе, шошонів і паютів. У штаті налічується п'ять індіанських резервацій загальною площею майже 8100 км², розташованих на території 13 округів. Однією з найбільших є заснована 1868 року резервація Форт-Холл. У резерваціях діє власне правове поле, засноване на актах конгресу і прецедентних судових рішеннях. Племена мають право приймати власні закони. Влада Айдахо має обмежену юрисдикцію в межах резервацій.
З прийняттям в Айдахо 1998 року закону про азартні ігри індіанці отримали право брати участь в економічному розвитку округів, в яких розташовані їхні резервації. Як наслідок, такі галузі, як лісозаготівля, фермерство і сфера рекреаційних послуг, отримали розвиток. За даними на 2001 рік, сукупний внесок індіанських резервацій в економіку Айдахо приблизно дорівнював вкладу половини округів штату. Наприклад, плем'я кор-д'алейн є другим за величиною роботодавцем в округах Кутеней і Бенева, плем'я не-персе — другий за величиною в окрузі Нез-Перс, а плем'я ктунаха — найбільшим роботодавцем в окрузі Баундері. Закон про азартні ігри позитивно позначився і на місцевій системі освіти; згідно з ним, 5 % від доходів від азартних ігор виділяються на розвиток освітніх округів, що примикають до резервації.

### Релігія

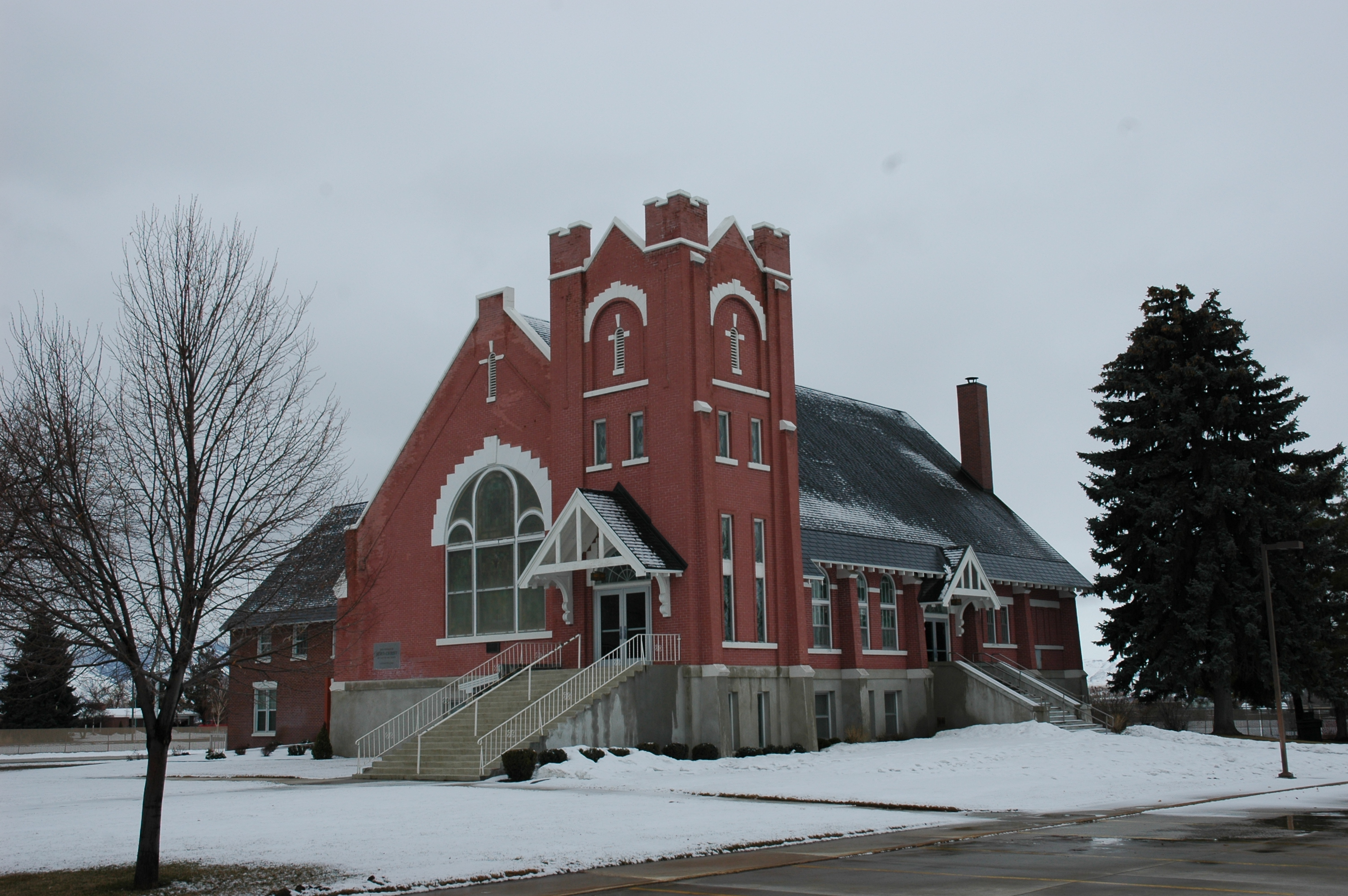
Молельний будинок мормонів у місті Малад

Перші католицькі та пресвітеріанські місіонери прийшли в Айдахо в період між 1820 і 1840 роками. З 1860 року найрозповсюдженішою релігійною культурою в штаті є мормонізм, який сповідує приблизно чверть населення штату. За кількістю мормонів Айдахо займає друге місце по країні після Юти. На північ від Бойсі більшого поширення має католицтво.
Згідно з опитуванням, проведеним 2008 року товариством Pew Research Center, серед повнолітніх жителів 23 % є мормонами, 22 % — євангелістами, 18 % — католиками, 16 % — прихильники інших протестантських деномінацій; частка сповідують інші релігії, в тому числі православ'я, іслам, буддизм, юдаїзм, індуїзм тощо, які не перевищують 3 %. Крім того, 18 % жителів штату не є прихильниками будь-якої віри.

## Культура

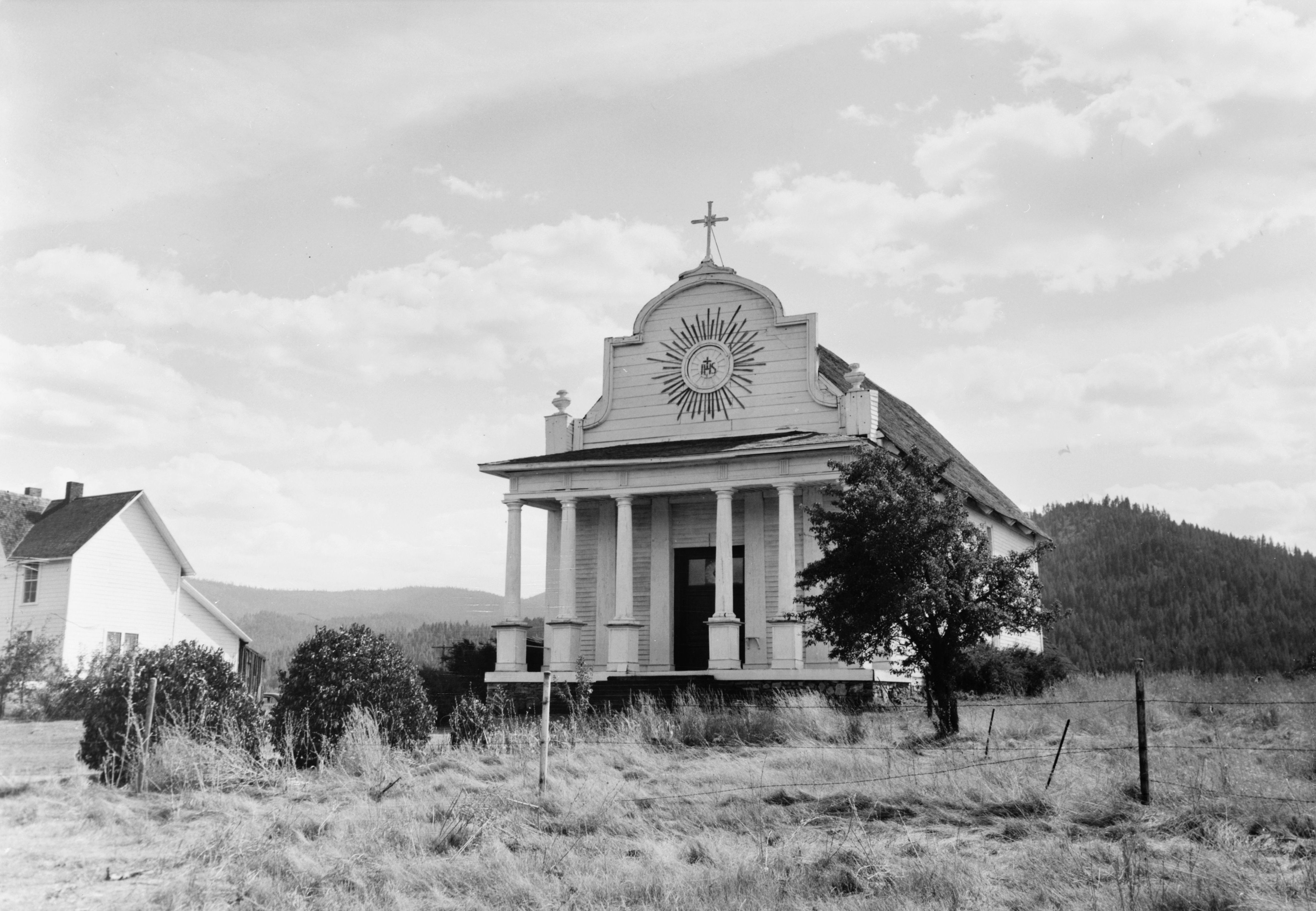
Місія Каталдо, найстаріша чинна церква і будівля в Айдахо

Завдяки своїм історико-географічним та етнографічним особливостям у штаті склалися власні виняткові напрямки у традиціях, мистецтві, кухні тощо. Задовго до приходу європейців на землі Айдахо мешкало безліч індіанців. Згодом безліч округів та поселень штату отримало назву за індіанськими племенами і термінологією.

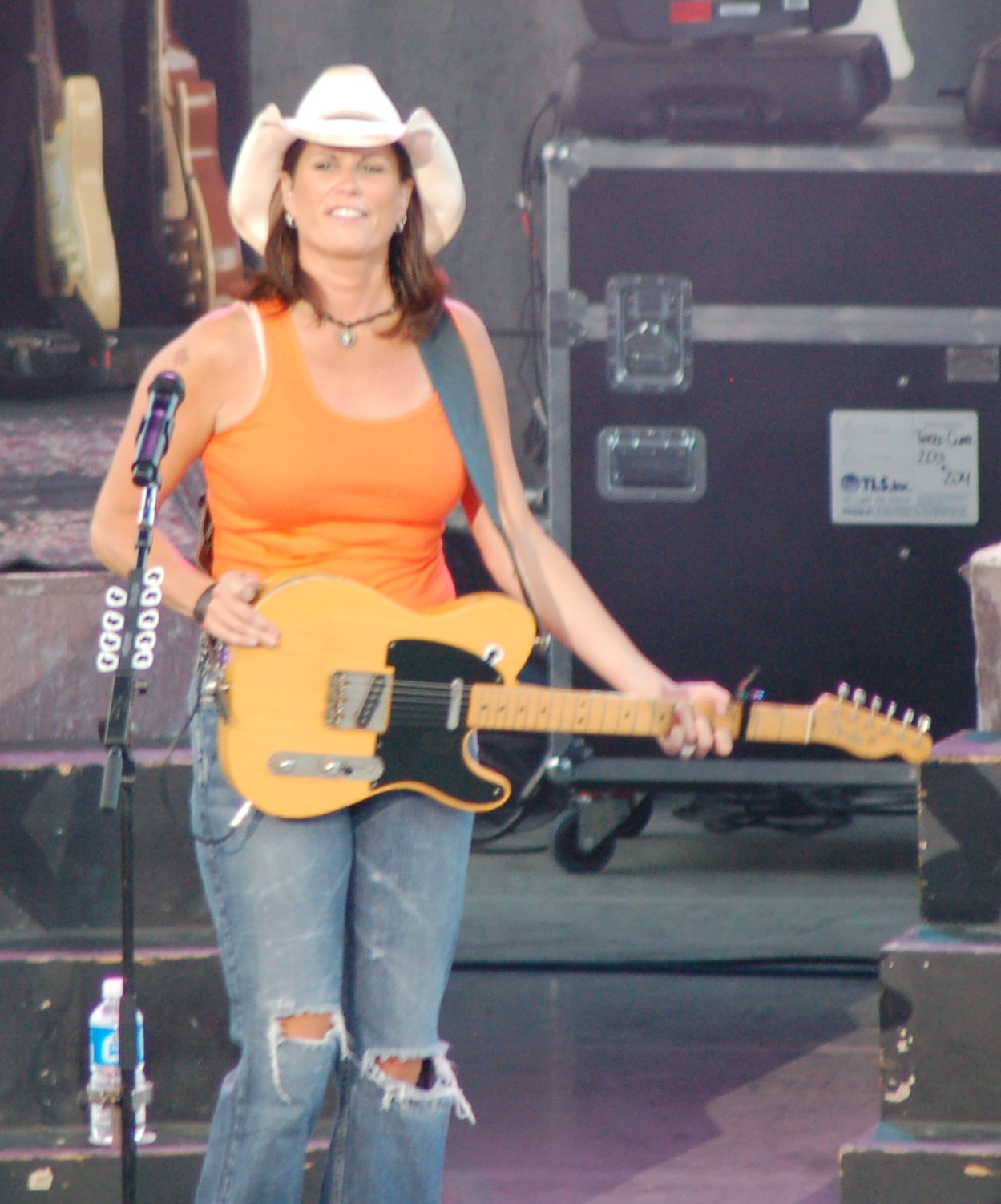
Виконавиця кантрі Террі Кларк на музичному фестивалі в Бойсі

Свій внесок у культурну спадщину штату зробили і гавайці: на честь найманих працівників хутрових компаній та членів експедицій з Гавайських островів назвали округ Овайхі. Серед маунтинменів та першопоселенців було безліч іспанців та мексиканців. Після відкриття в Айдахо в 1860—1870 роках великих родовищ на землі майбутнього штату ринули тисячі китайців, тому до 1870 року серед шахтарів більшість були китайцями. Загалом, згідно з тодішнім переписом, в Айдахо проживало ~4200 китайців (28,5 % від сукупної чисельності населення). Між 1900 і 1920 роками до Айдахо прибуло безліч баскських іммігрантів. Нині у Бойсі налічується найчисленніша діаспора басків у США. 1914 року в штаті був обраний перший губернатор з єврейськими корінням, Мозес Александер.[джерело?] В Айдахо проводиться безліч ярмарків, фестивалів та заходів, присвячених першопрохідникам. У містечку Шеллі кожного вересня проводиться «Щорічний день картоплі» (англ. Annual Spud Day), присвячений основній сільськогосподарській культурі штату. В Айдахо збудовано 68 кінотеатрів і понад 150 музеїв. Помітний вплив на кухню штату мала картопля. Існує навіть окремий сорт картоплі «айдахо», що відрізняється великим розміром і подається до столу запеченим у фользі.
На честь штату у різний час було названо кілька бойових кораблів: паровий сторожовий корабель часів Громадянської війни USS Idaho (1864) та лінкори часів Першої світової війни USS Idaho (BB-24) і USS Idaho (BB-42).

### Музика
Danny says we gotta go,

Gotta go to Idaho.

But we can't go surfin',

'Cause it's 20 below…
Ramones, Danny Says
Музика в штаті представлена багатьма жанрами, від фолку і кантрі до інді-року, хардкор-панку і глем-металу. В Айдахо з'явилися такі рок-гурти, як Paul Revere & the Raiders, Treepeople і Built to Spill. У штаті народилися чи виросли такі музиканти, як Ніккі Сікс, Джош Ріттер і Роні Блеклі. У Айдахо налічується кілька симфонічних оркестрів: симфонічний оркестр Айдахо, симфонічний оркестр Айдахо-Фоллс, симфонічний оркестр Крр-д'Алейну, громадський оркестр штату Айдахо (заснований у 1900-х роках, він є найстарішим у штаті) та інші. На території штату регулярно проводяться музичні фестивалі: національний конкурс скрипалів у Вайсері, літній музичний фестиваль у Роузберрі у середині липня, музичний фестиваль гір Сотут, міжнародний музичний та танцювальний фестиваль у Берлі тощо.

## Адміністративно-територіальний устрій
- Список округів штату Айдахо

## Економіка

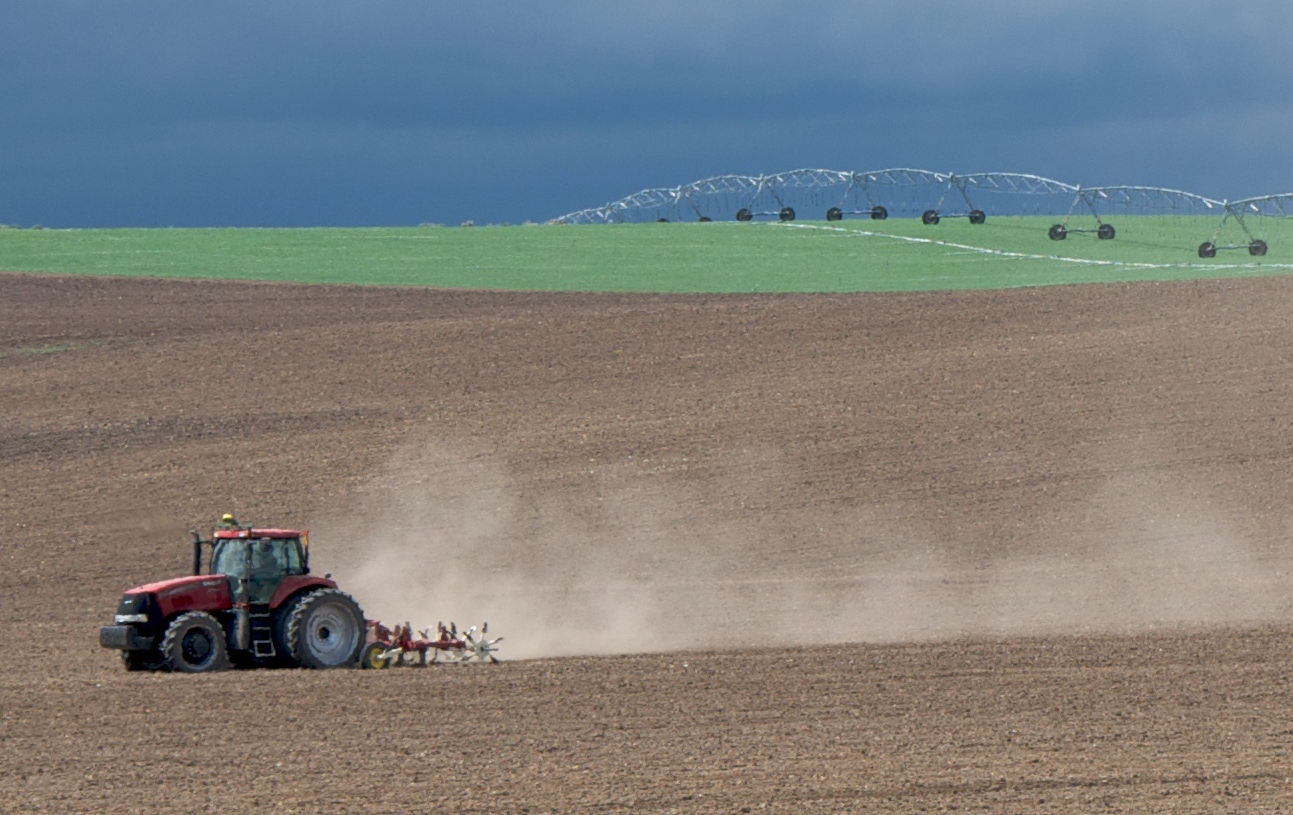
Трактор на полях Айдахо

Валовий продукт за 2010 рік становив 55,4 мільярдів доларів США. На душу населення прибуток за 2004 рік склав 35 363 долари США. Станом на 2008 рік економіка штату посідала 43 місце серед інших штатів, випереджаючи економіку Мена і перебуваючи після Нью-Гемпшира.
Важливою складовою економіки штату є сільське господарство. За його часткою в економіці (5,5 %) 2008 року штат посідав 5 місце по країні. В Айдахо вирощується третина картоплі у Сполучених Штатах. Одним із популярних сортів є Russet Burbank. Окрім картоплі, у штаті вирощуються три види пшениці, а також ячмінь. По сукупному ж виробництву картоплі, як і з виробництва форелі, гороху і сочевиці, штат посідає перше місце. В Айдахо розвинені харчова, деревообробна, машинобудівна і хімічна промисловості, виробництво паперу, електроніки, розробка срібних і золотих родовищ. У місті Гудінґ споруджений найбільший у країні завод із виробництва сировини для виготовлення плавленого сиру, що належить ірландській компанії Glanbia; у Сандпойнті розташований центральний офіс ретейлера одягу Coldwater Creek.На території Айдахо розташована значна частина виробничих потужностей компанії Anheuser-Busch, а також велике виробництво реактивних катерів.
Відносний розподіл ВВП Айдахо за галузями 2010 року
Найбільшим сектором економіки штату є наукова і технологічна галузь. 2001 року вона займала 25 % ВВП штату. За відрізок з 1991 по 2002 рік рівень зростання цієї галузі становило 38 %. Середній рівень зарплати в цій ниві на 92 % вищий, ніж в середньому по країні. Національна лабораторія Айдахо, яка займається дослідженнями в галузі ядерної енергетики, забезпечує значний внесок в економіку східної частини штату. З кінця 1970-х Бойсі став осередком виробництва напівпровідників: у цьому місті розташована штаб-квартира компанії Micron Technology, єдиного в країні виробника мікросхем динамічної пам'яті прямого доступу (англ. DRAM); у цьому місті розташовано великий підрозділ корпорації Hewlett-Packard, більшою частиною виробництва якого є принтери Laserjet. У Покателло розташований завод великого виробника напівпровідників ON Semiconductor. Корпорація Dell має головний центр обслуговування клієнтів у місті Твін-Фоллз. Крім того, у штаті розташовані офіс корпорації Oracle та підрозділи аерокосмічної корпорації Alliant Techsystems.
Прибутковий податок варіюється від 1,6 % до 7,8 % для восьми податкових категорій. Податок з продажу у штаті становить 6 %. Крім інших товарів, оподатковуються такі:
- продовольчі товари;
- одяг;
- лікарські засоби (відпускаються як за, так і без рецепта).

Округи і міста штату мають право встановлювати додаткову податкову ставку.
В Айдахо проводиться державна лотерея, з доходів якої у реченці із 1990 року на утримання освітніх округів і вищих навчальних закладів було виділено 473,8 млн доларів.
За даними за 2008 рік, більшість працездатного населення зайнята у сферах обслуговування, торгівлі та місцевій системі правління. Нижче наведено статистику щодо чисельності робочої сили та безробіття за останні роки.
Леґенда:
|  | Чисельність робочої сили |
|  | Відсоток безробітних     |

### Енергетика

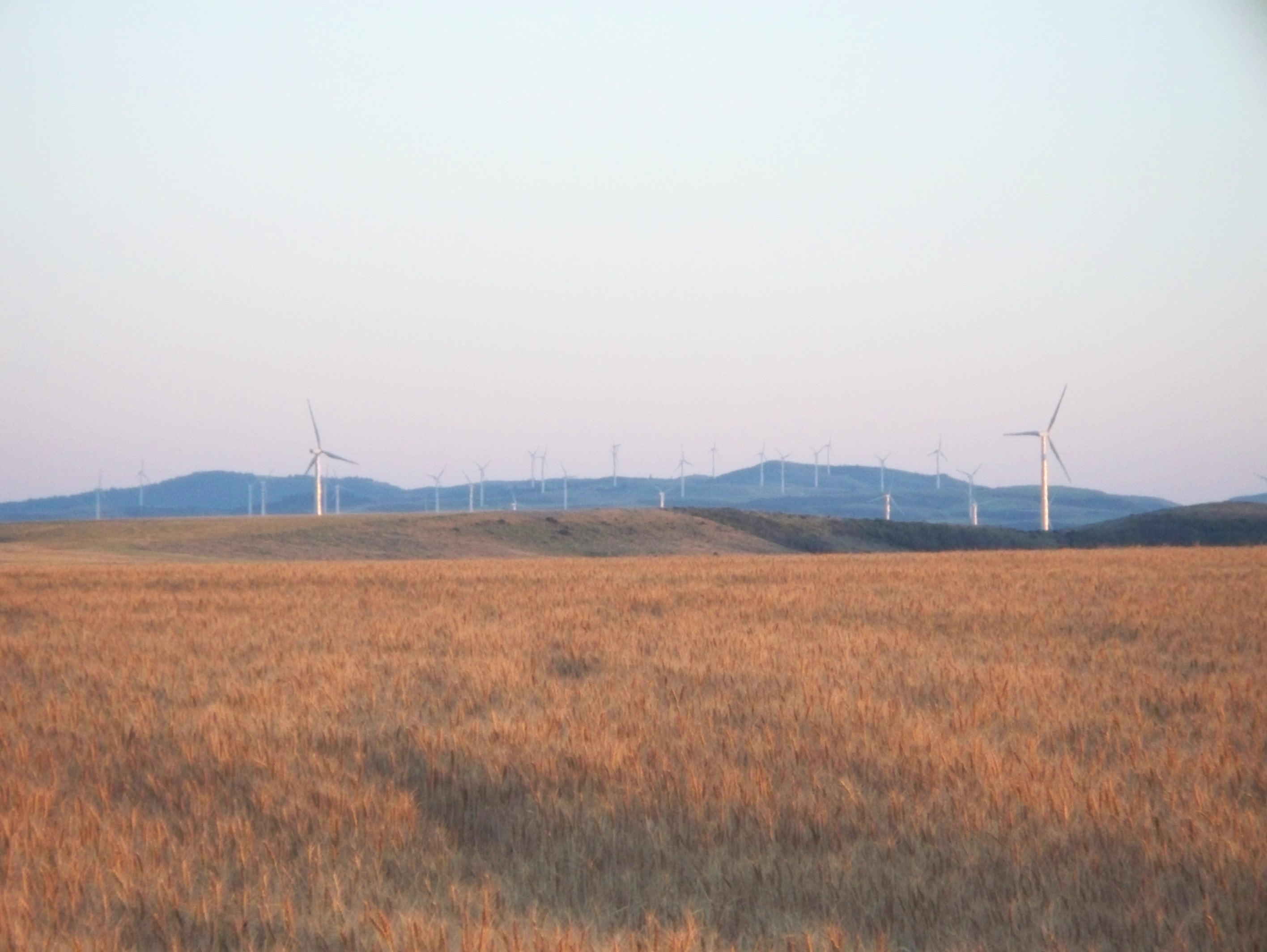
Вітряні електростанції в окрузі Бонневілл

Значна частка споживаної в Айдахо електроенергії виробляється за допомогою відновлюваних джерел. Викопне паливо на території штату не видобувається. 2008 року в Айдахо було вироблено і спожито відповідно 0,2 % і 0,5 % від усієї електроенергії країни. Більшість електроенергії, до 80 %, імпортується з інших штатів. Попри це, ціни на електроенергію є одними з найнижчих у країні: 2005 року штат займав передостаннє місце серед інших за ціною за одиницю електроенергії та 6-те місце з кінця за ціною за одиницю обсягу природного газу. За даними 2005 року, 48 % виробленої в штаті електроенергії було отримано за допомогою гідроелектростанцій, 42 % — спалюванням вугілля, 8 % — природного газу, по 1 % — за допомогою ядерної енергетики та відновлюваних джерел, відмінних від води.

### Гірничодобувна промисловість

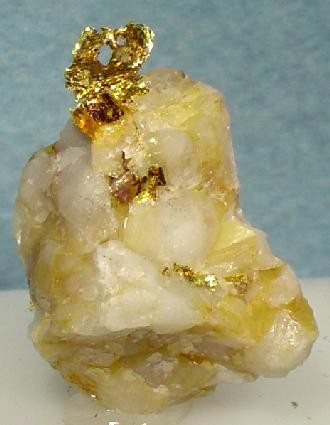
Золотий самородок у кварцовій породі, здобутий в окрузі Айдах

Айдахо історично є гірничодобувним штатом. 2008 року доходи штату від продажу непаливних мінералів склали $1,07 млрд. За цим показником Айдахо посідає 24-те місце по країні з часткою 1,5 % відповідно. Станом на 2008 рік, основними видобутими непаливними породами були збагачені молібденові руди, фосфатні породи, будівельні пісок і гравій, а також срібло; їхня сукупна частка склала 85 %. Крім цього, у штаті добуваються свинець, щебінь і вапняк, виробляється портландцемент; сукупна їхня частка 2008 року склала 13 %. Понад третину доходу в галузі, 35 %, штату приносить продаж молібдену, срібла, цинку, міді, золота і кадмію. На 2008 рік Айдахо посідав друге місце в країні з видобутку цеолітів, третє місце — з видобутку фосфатів, срібла і молібдену, пемзи і пуміциту, п'яте — по перліту і восьме — по дорогоцінним і напівдорогоцінним мінералам.

### Туризм
Туристична сфера представлена великою кількістю гірськолижних курортів і рекреаційними послугами, пов'язаними з річками: рафтинґ, риболовля тощо. Є лижний курорт Сан-Веллі. Станом на 2009 рік, обіг у туристичній сфері становив понад $3 млрд, доходи — майже $500 млн, а зайнятість — 24,6 тисячі осіб. Останніми роками через зниження виробництва лісоматеріалів і мінливі ціни на сільськогосподарську продукцію в економіці північного Айдахо дедалі більшу роль починає відігравати туристична складова.

## Збройні сили

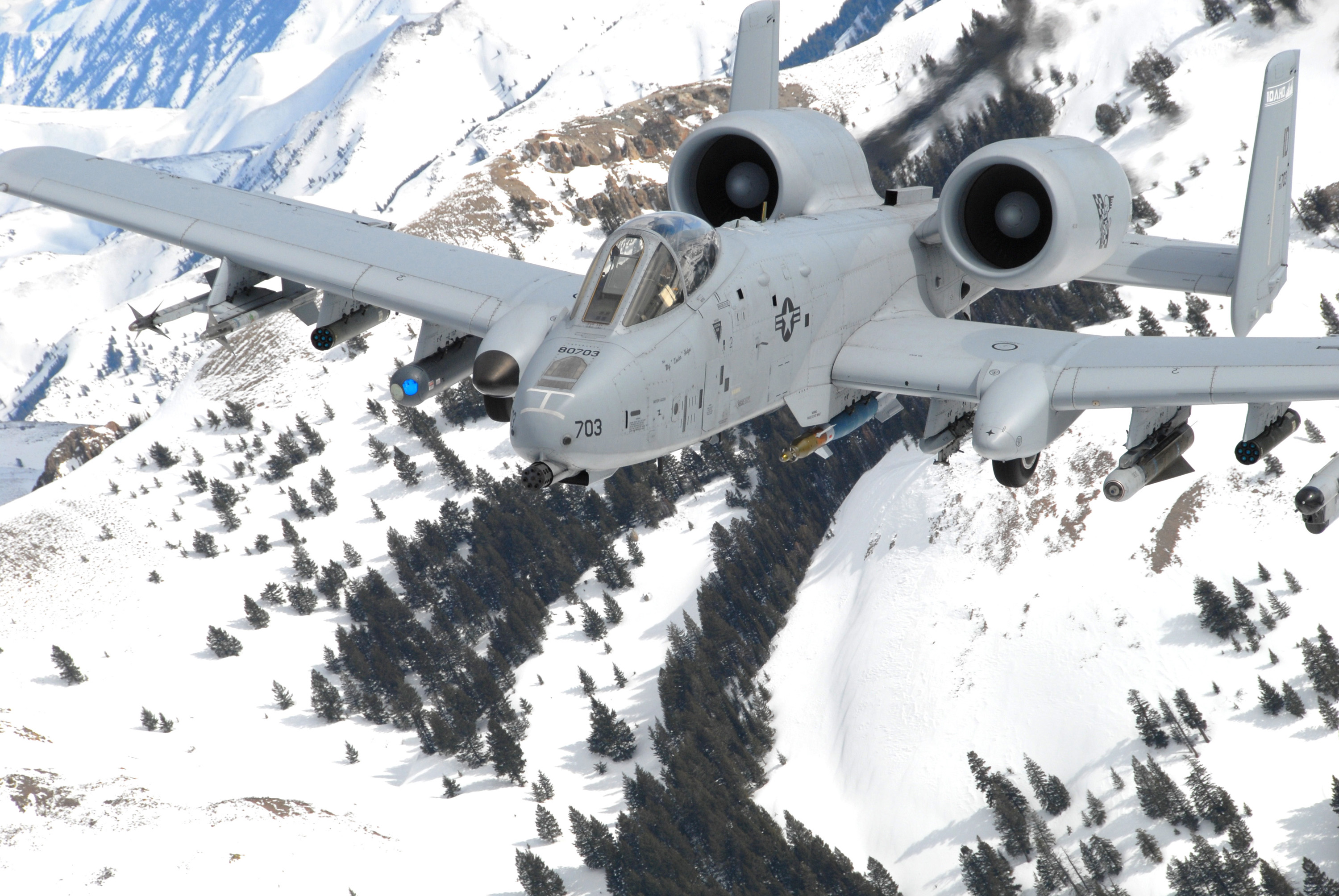
A-10 Тандерболт 190-й авіаційний полк (США) над горами Сотут в Айдахо

Збройні сили, розквартовані в Айдахо, є частиною Національної гвардії США. Вони поділяються на Національну гвардію ВПС Айдахо та Національну гвардію Сухопутних військ Айдахо. Гвардія ВПС представлена 124-м авіаційним полком. У полк входять 190-та винищувальна, 189-та транспортна та 266-та ескадрилья дальньої підтримки. Чисельність особового складу гвардії ВПС становить 3000 чоловік. Штаб-квартирою гвардії є авіабаза Ґовен-Філд біля Бойсі. Гвардію Сухопутних військ Айдахо було засновано ще 1873 року. Нині її представляють  116-та кавалерійська бригада, 183-й авіаційний батальйон, 204-й полк, 101-ша група захисту від зброї масового ураження, 938-й інженерний підрозділ та 25-й військовий оркестр. Штаб-квартира гвардії Сухопутних військ розташована у Бойсі. Гвардію штату очолює генерал-майор Гері Сейлер (англ. Gary Sayler). Витрати на підтримку військової інфраструктури 2009 року склали 60,2 млн доларів.

## Офіційна символіка
Далі перелічені офіційні символи штату:
- Девіз: Esto perpetua («Буде завжди»);
- Пісня: Here We Have Idaho;
- Танець: Сквер-данс;
- Птах: Гірська синиця;
- Кінь: Аппалуза;
- Хижак: Сапсан;
- Риба: Лосось Кларка;
- Комаха: Данаїда монарх;
- Ягода: Чорниця;
- Овоч: Картопля;
- Дерево: Західна біла сосна;
- Квітка: Жасмин Льюїса (Philadelphus lewisii);
- Викопне: Кінь гагерменський (Equus simplicidens);
- Самоцвіт: Айдаський зоряний гранат.